# مايكل هيوز
مايكل هيوز (بالإنجليزية: Michael Hughes)‏ (2 أغسطس 1971 لارن المملكة المتحدة - ) هو لاعب كرة قدم أيرلندي شمالي يلعب كلاعب وسط.

## روابط خارجية
- مايكل هيوز على موقع الاتحاد الأوربي (الإنجليزية)
- مايكل هيوز على موقع قاعدة بيانات كرة القدم.إي يو (الإنجليزية)
- مايكل هيوز على موقع ناشيونال فوتبول تيمز (الإنجليزية)
- مايكل هيوز على موقع Soccerbase.com (لاعب) (الإنجليزية)
- مايكل هيوز على موقع عالم كرة القدم.نت (الإنجليزية)